# Степаненко, Леонид Иванович
Леонид Иванович Степане́нко (1910 — ?) — советский металлург и партийный деятель, лауреат Сталинской премии второй степени (19500. 

## Биография
Родился в 1910 году в селе Кундравы (ныне Чебаркульский район, Челябинская область) в семье учителя.
В 1925—1928 годы учился в школе профессионального образования. В 1928—1930 годы работал в своём селе трактористом сельскохозяйственной коммуны.
Окончил рабфак в Златоусте (1931) и Сибирский металлургический институт по специальности инженер-прокатчик (1936). Член ВКП(б) с 1938 года.
С 1936 года работал на КМК имени И. В. Сталина. 
С конца 1942 по 1947 год председатель профкома среднесортного цеха, заместитель председателя и председатель завкома профсоюза, в 1947—1951 годы парторг ЦК ВКП(б) там же. Занимался вопросами организации социалистического соревнования.
С 1951 года работал на КМК сначала начальником прокатной лаборатории, с 1956 года — начальником учебно-курсового комбината.

## Награды и премии
- Сталинская премия второй степени (1950) — за коренные усовершенствования управления производством и технологии на Кузнецком металлургическом комбинате имени И. В. Сталина, обеспечившие высокую производительность и экономичную работу»[1].
- медаль «За трудовую доблесть» (31.3.1945)[2]

## Другие факты
Исполняя обязанности секретаря партийной организации Кузнецкого металлургического комбината, продолжал считаться инженером.